# Christian Kullmann

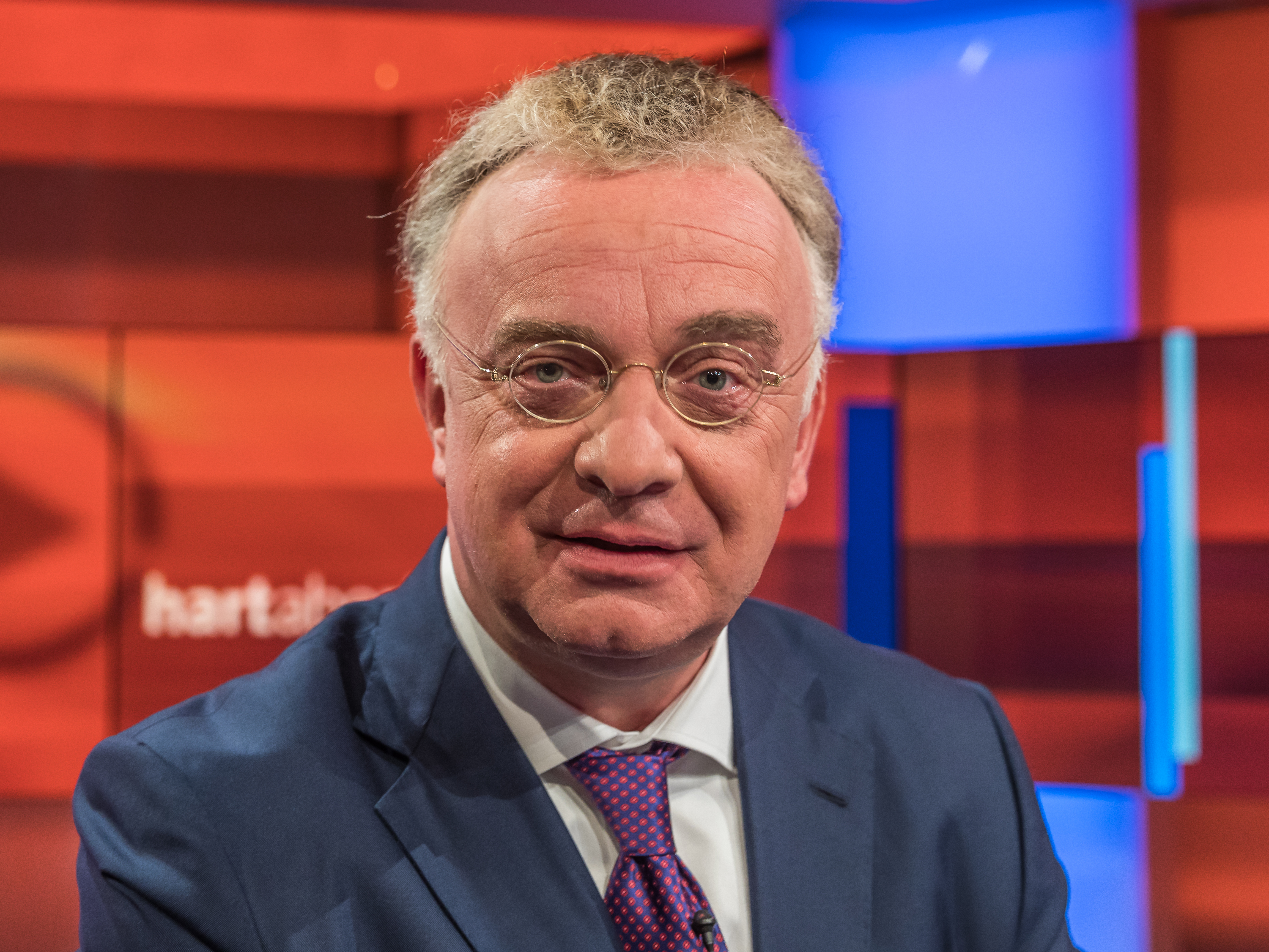
Christian Kullmann, 2022

Christian Kullmann (geboren am 14. März 1969 in Gelsenkirchen) ist Vorstandsvorsitzender der Evonik Industries AG.

## Leben und beruflicher Werdegang
Kullmann studierte Wirtschaftsgeschichte an der Universität Hannover von 1990 bis 1994. Ab 1994 arbeitete er bei der Deutschen Vermögensberatung AG in Frankfurt am Main. 1996 wechselte Kullmann zur Dresdner Bank und war dort in verschiedenen Positionen des Generalsekretariats tätig. Ab 2000 war er Leiter der Public Relations/Public Affairs. Kullmann wechselte 2003 zur RAG AG und war dort Leiter des Zentralbereichs Kommunikation & Vorstandsbüro. Seit 2007 arbeitet Kullmann bei der Evonik Industries AG. 2014 wurde er Mitglied des Vorstandes. Ab dem 6. Mai 2016 war er stellvertretender Vorstandsvorsitzender. Seit dem 24. Mai 2017 ist Kullmann Vorstandsvorsitzender. Kullmann ist zudem noch im Aufsichtsrat der Borussia Dortmund GmbH & CO und seit dem 28. August 2019 dessen stellvertretender Vorsitzender. Von März 2020 bis September 2022 war er auch Präsident des VCI. Auf Vorschlag der CDU-Landtagsfraktion in Nordrhein-Westfalen wurde er zum Mitglied der 17. Bundesversammlung gewählt.
Christian Kullmann ist Mitglied des Senats der Deutschen Akademie der Technikwissenschaften (acatech).

## Auszeichnung
- prmagazin: PR-Manager des Jahres 2004[10]